# 캐딜락 BLS

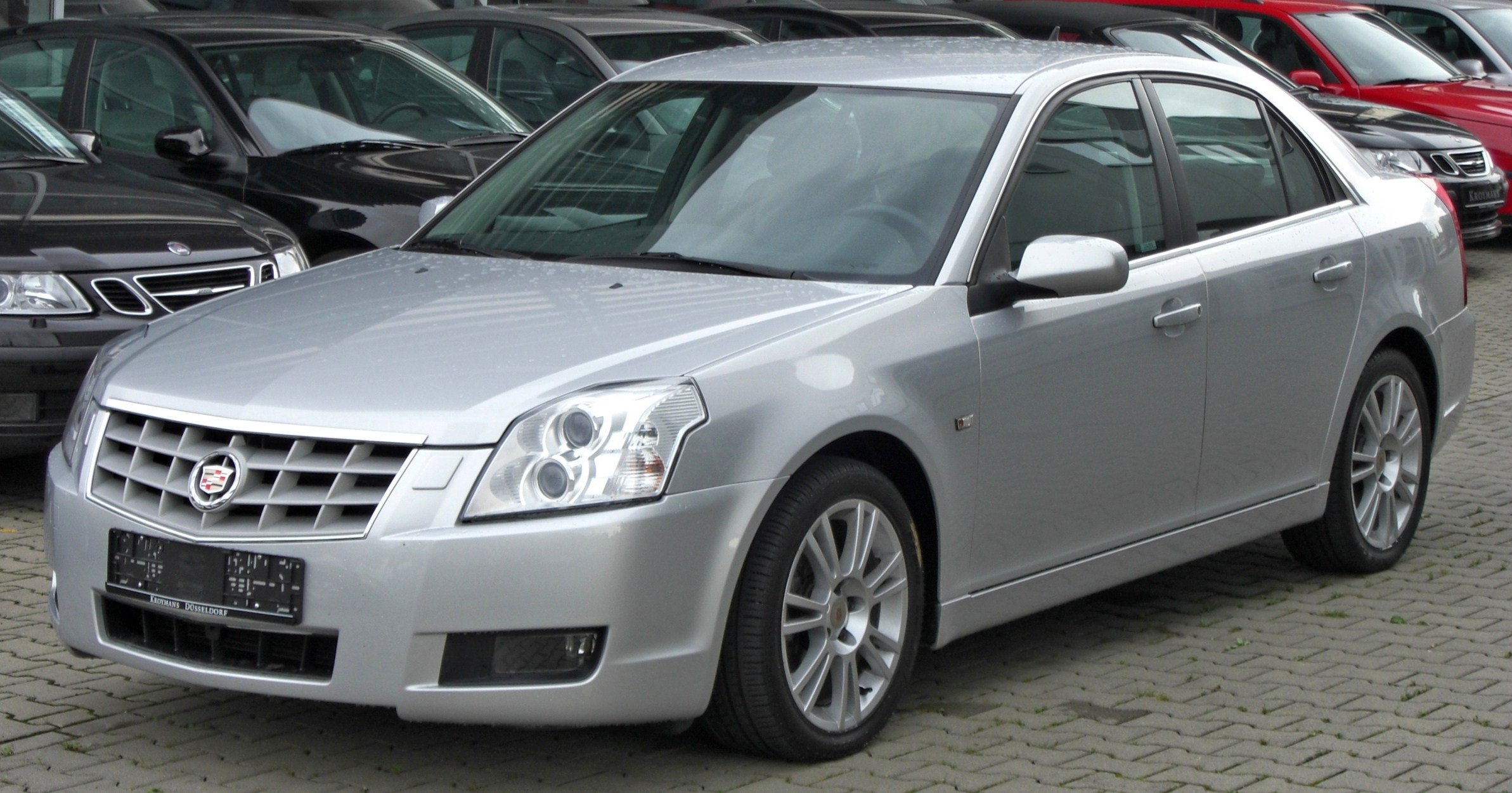
캐딜락 BLS 정측면

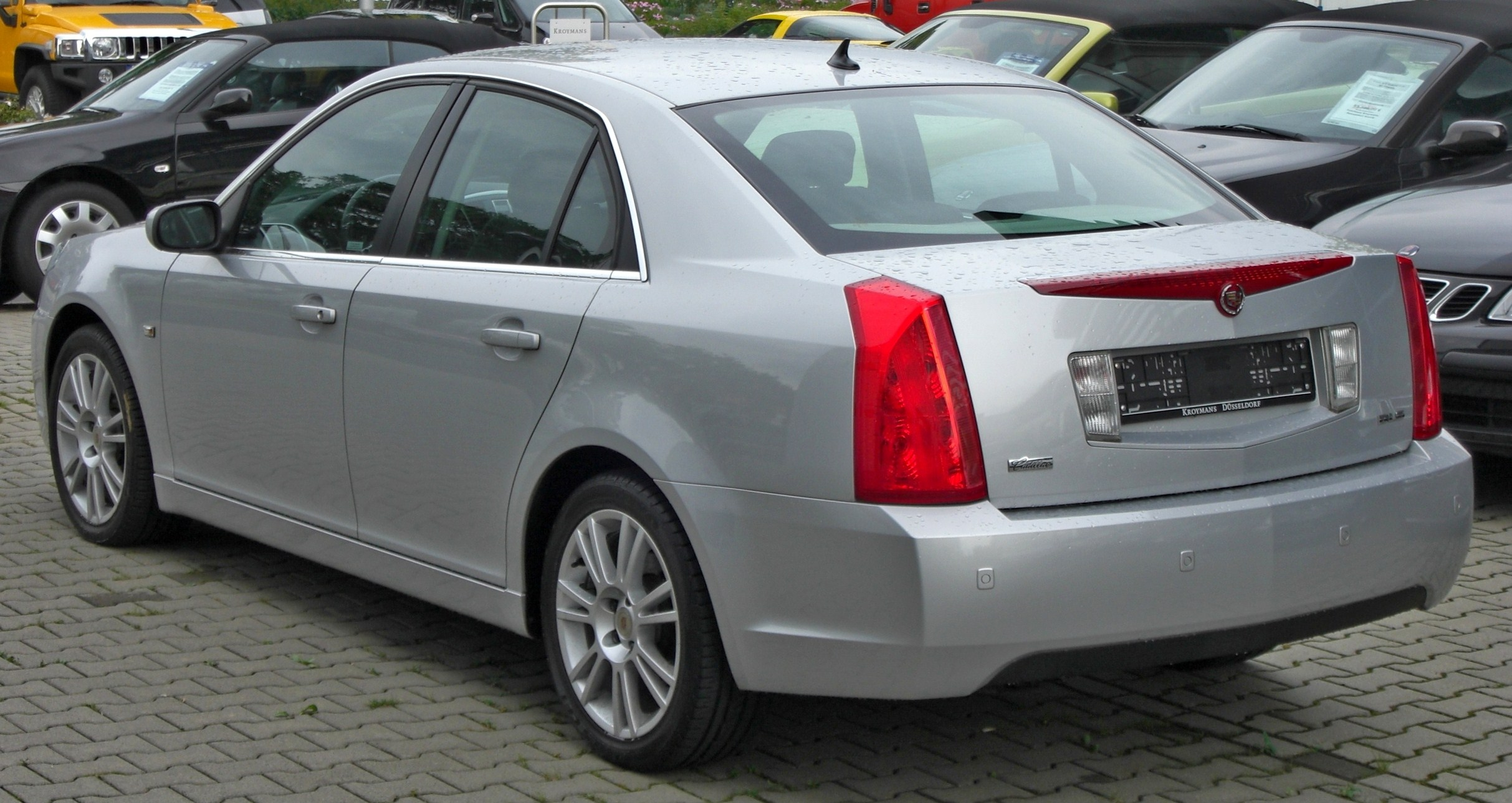
캐딜락 BLS 후측면

캐딜락 BLS(Cadillac BLS)는 제너럴 모터스 산하의 캐딜락이 유럽 시장을 타겟으로 개발된 전륜구동 방식의 엔트리-레벨 럭셔리 카이다. 2005년에 프랑크푸르트 국제 모터쇼에서 첫 공개되었다. 2000년대 중반 당시 캐딜락의 엔트리급 모델은 CTS였는데, 미국에서는 4.8m급 고급 중형차였던 CTS가 엔트리카 역할을 하고 있었지만 유럽 시장에서는 CTS가 엔트리카 치고는 큰 편이었으며, 따라서 캐딜락에서는 유럽 시장에 CTS의 아랫급 모델을 추가하기로 했다. 캐딜락은 모델을 새로 개발하는 대신, 다른 GM 차량들을 가져와서 디자인을 바꾸어 판매하기로 했다. 이렇게 해서 당시 GM 산하였던 사브에서 생산한 9-3을 가져오게 되었고, 거기에 캐딜락의 독특한 디자인으로 바꿨다. 디자인 변화가 큰 편이었으며, 생산은 사브 9-3과 9-5를 생산하던 스웨덴의 트롤헤탄에 있는 사브 공장에서 생산되었다. 사브 9-3, 오펠 벡트라, 피아트 크로마 등에 들어가는 GM의 프론트 엔진 전륜구동 방식의 입실론 플랫폼을 기반으로 하고, 엔진은 GM이 개발한 2.0L 에코텍 가솔린 터보와 V6 2.8L High Feature 가솔린 터보, 피아트에서 가져온 1.9L JTD 터보 디젤이 있었으며 변속기는 5단/6단 자동 및 수동 총 4가지가 있었다. 2006년 3월부터 세단이 먼저 판매되기 시작했고, 2007년에 스테이션 왜건이 추가되었다. 유럽 시장을 공략한 모델이었기 때문에 미국에서는 판매되지 않았고, 영국과 남아프리카 공화국 등 우핸들 국가 시장에 판매된 우핸들 사양도 마련했다. 대한민국에서는 2006년 하반기에 2.0L 에코텍 터보 엔진에 5단 자동변속기를 조합한 사양이 수입되었고, 2008년에는 1.9L 피아트 디젤 엔진에 6단 자동변속기를 조합한 사양이 추가되었다. 가격은 4천만원 초반대였다. 2009년부터는 생산지가 스웨덴의 트롤헤탄에서 러시아의 칼리닌그라드로 옮겨졌다. 그러나 사브 차량의 뱃지 엔지니어링이라는 특성 등 여러 이유 때문에 여러 매체에서 혹평을 받았고, 판매 부진도 시달리면서 결국 2010년에 단종되었다. 이후 후속 차종은 2012년에 프론트 엔진 방식의 후륜구동 모델인 ATS가 채워넣었다.

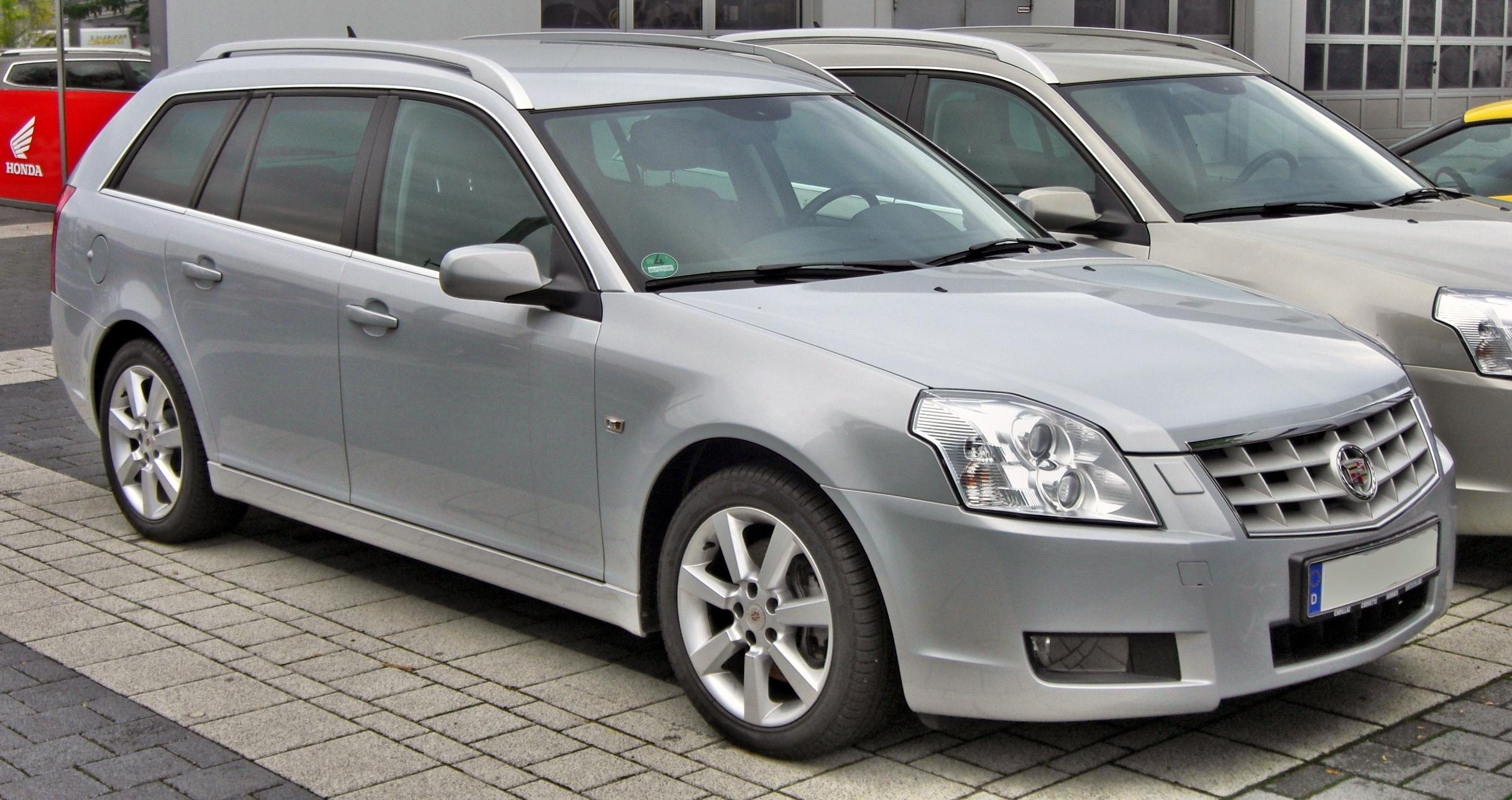
캐딜락 BLS 왜건 정측면
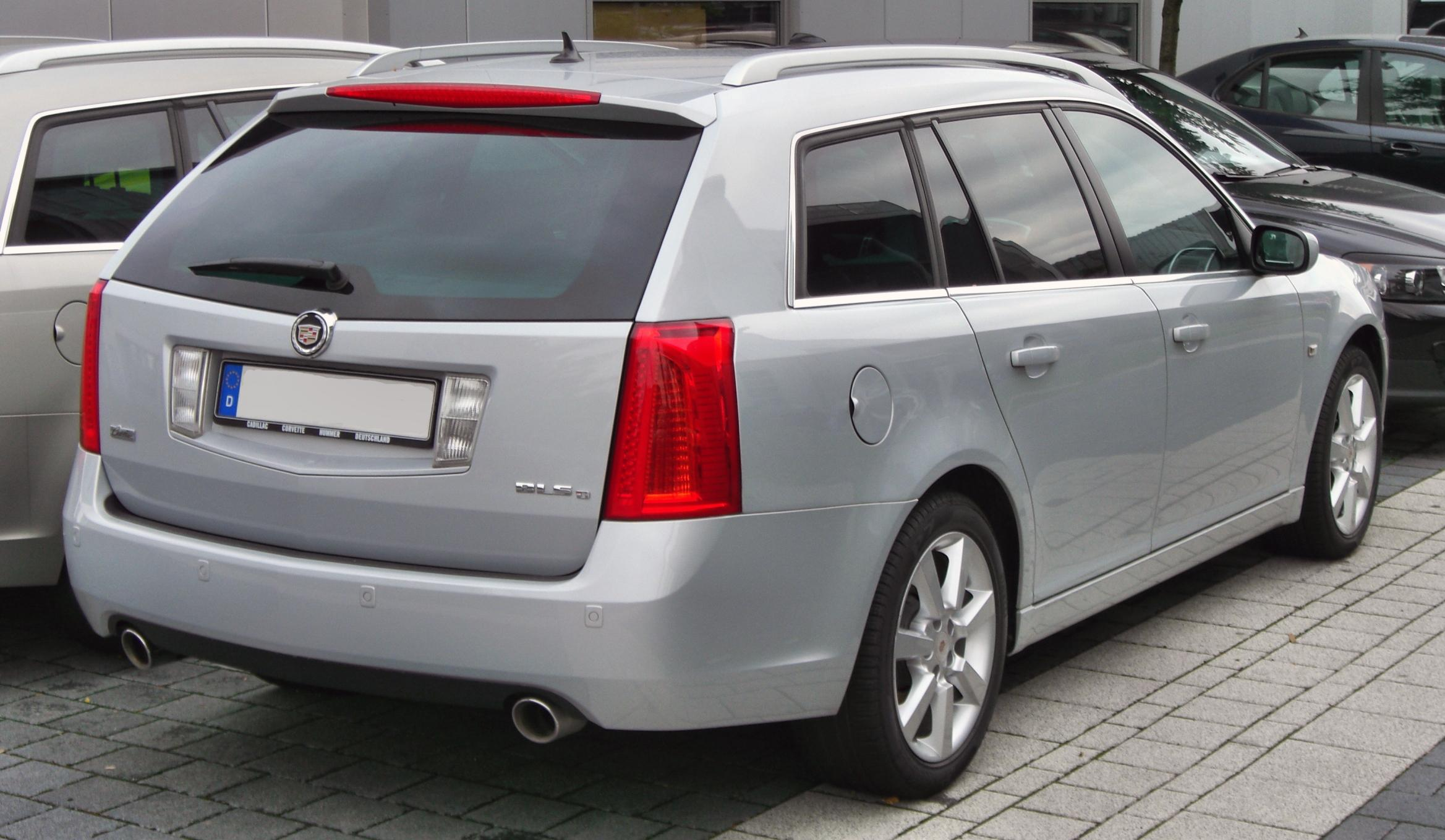
캐딜락 BLS 왜건 후측면